# Prototype (jogo eletrônico)
Prototype é um jogo eletrônico não-linear de ação desenvolvido pela Radical Entertainment. O jogo foi lançado na América do Norte em 9 de junho de 2009, e na parte sudoeste da América do Norte e na Oceania em 10 de junho do mesmo ano, sendo também lançado dias depois, em 12 de junho, na Europa.

## Enredo
O jogo é ambientado na cidade de Nova York, em Manhattan, e se foca na infecção da população por um vírus que os militares tentam eliminar. O protagonista do jogo é Alex Mercer, que possui os poderes de absorção de humanos (militares, civis, e personagens importantes da memória da trama), e transformação física. Ele pode adquirir memórias, experiências, biomassa e formas físicas de inimigos através da absorção. Alex pode também alterar-se para formas especializadas para ataque, defesa ou sensibilidade elevada. Todas estas juntas têm como intenção dar ao jogador múltiplas maneiras de completar seus objetivos. Paralelo ao enredo principal do jogo está a possibilidade de jogá-lo como um estilo sandbox, dando ao jogador total liberdade para explorar Nova York.

## Recepção
O jogo foi bem recebido pela crítica, recebendo nota 81,2 (versão de PC) na GameRankings, baseado em 22 análises, e nota 79 no MetaCritic, baseado em 35 análises.